# دیونیزوس-اوزیریس
دیونیسوس-اوزیریس (انگلیسی: Dionysus-Osiris) خدایی است که از تلفیق خدای مصری ازیریس و خدای یونانی دیونیزوس (باکوس) ناشی می‌شود. در اوایل قرن ۵ قبل از میلاد، این دو خدا با یکدیگر یکی شده بودند، که به ویژه در اثر مورخ هرودوت یونانی، تاریخ هرودوت دیده می‌شود.